# Heteroliodon lava
Espèce
Statut de conservation UICN

 NT  : Quasi menacé
Heteroliodon lava est une espèce de serpents de la famille des Lamprophiidae. 

## Répartition
Cette espèce est endémique de Madagascar.

## Publication originale
- Nussbaum & Raxworthy, 2000 : Revision of the Madagascan snake genus Heteroliodon Boettger (Reptilia: Squamata: Colubridae). Herpetologica, vol. 56, n. 4, p. 489-499.